# Pivana
La Pivana (ou Pifana selon la région) est un instrument à vent originaire de Corse de la famille des flûtes entièrement taillée dans une corne (de chèvre initialement). On la retrouvait aussi dans certaines régions italiennes.

## Description
Elle mesure en général une vingtaine de centimètre mais on retrouve des modèles plus petits ou plus grands selon le fabricant. Elle est percée de 7 trous et coupée à ses extrémités. Il existe aussi plusieurs tessitures de cet instrument selon le type de musique que l’on veut jouer (lamentu, berceuse, pièce à danser…).
Cet instrument est très ancré dans la culture traditionnelle corse (qui est la seule région où l’on en joue encore) où elle s’impose avec la Cialamella, la  Pirula et la caramusa comme pilier de la musique insulaire et agro-pastorale,,.